# Chiesa di San Nicola (Pattada)
La chiesa di San Nicola è una chiesa campestre situata in territorio di Pattada, nella Sardegna centrale.
Consacrata al culto cattolico fa parte della parrocchia di Santa Sabina, diocesi di Ozieri.